# A Sárköz népi építészete
A Sárköz népi építészete nevével ellentétben nemcsak a Sárközben, hanem több távoli település épített örökségben is nyomott hagyott. Magához a Tolnai-Sárközhöz általában négy református falut szokás sorolni: Őcsényt, Decset, Sárpilist és Alsónyéket, valamint a csak részben református Bátát. A kulturális gyökereket tekintve ide sorolható Váralja, a baranyai Zengővárkony, Pécsvárad, továbbá a Duna túloldalán Érsekcsanád és Szeremle is.

## A régi építészet emlékei

### A településszerkezet kialakulása
A Sárköz néprajzi kistájra a zárt falvak, valamint a szétszórtan épített szőlőbeli tanyák és a Duna-menti szállások jellemzőek. A sárközi falvak az idők folyamán sokszor elpusztultak: az ellenséges pusztításokat nem számítva, például Pilist és Nyéket többszörös árvízkatasztrófa, Decset 1830-ban hatalmas tűzvész pusztította el, de mindig a hagyományos alapokon épültek újjá. Egyedül Őcsényt építették fel mérnöki tervek alapján az egymást követő 1810-es és 1817-es tűzvész, valamint az 1811. évi nagy árvíz után. A régi jobbágyfalu tipikus halmaztelepülés volt, a környező mocsárvilág miatt szűk területen zsúfolódott össze. „A falvak emelkedett helyeken épülnek, szűk és tekervényes utcákkal s a házaknál is hiányzik a csín és okszerű építkezés” - írták még az 1866-os esztendőben is. Sárpilisről tudjuk, hogy az 1862. évi tűzvész, melyben 42 lakóház, a melléképületekkel együtt a lángok martaléka lett(ez kb. a falu házainak fele, oka „…mivel pedig itt a házak egymásra, egy udvarba – egy kijárással 2, 3, különálló család lakása is, olly sürüen lévén építve, de uttza sem lévén, hogy semmit meg nem menthettek a veszély elől – mindenük megsemmisült – roppant sok takarmány is volt az amugy is szük portákra lerakva…”
A régi faluképet Kovách Aladár, a Sárköz első igazi kutatója és „szerelmese” szemléletes leírásából ismerjük, aki a kártevők ellen a sövénykerítésekre aggatott lókoponyákról szólva írja: „Az öregek pedig mondják, hogy a közsövényekre is aggatták a lófejeket. A közsövényes idő pedig ezelőtt ötven évvel (1850 körül) volt, amidőn a Sárközben utzák még nem voltak; mivel az egész Sárköz területe az év legnagyobb részében vízzel volt borítva, ezen vízközi helyzetnél fogva egyes magasabb dombokon építkeznek a régiek, úgy hogy egy-egy szárazabb területen 3-10 házcsoport volt együtt; távolabb ismét egy házcsoport. A házak az udvartér közepén állottak s a szomszédokat közsövény választotta egymástól, a házak így körül voltak véve sövénnyel, s azokat körül lehetett járni; egyik ház udvarából a másikba is be lehetett jutni, vagyis szélről lévő ház udvartele esetleg két ház bejárója is volt; a szélső házak is be lévén kerítve, az egész házcsoport tehát sövény-kerítések közt állott.”

### Telek
Az osztrák telekkönyvi rendezés (az 1850-es évek közepe) után keskeny, szalagszerű telkek hosszanti oldalára oldalára építették a lakóházat, tengelye merőlegesen állt az utca vonalára, amely 2-3 méteres virágos kiskert (előkert) választotta el. (a hagyomány szerint így akarták elkerülni a hatóságok zaklatását és az utcai járókelők kíváncsiskodását.) A telkeket a gyepűnek nevezett sövény- vagy nádkerítés választotta el egymástól, amely úgy készült, hogy két lészakerítést (vesszőfonatos kerítést) helyeztek szorosan egymás mellé, a közét gazzal és tüskés ágakkal tömködték ki. Gyalogjáróul a cserény (sövényajtó) szolgált, és a kocsinak a keréken guruló régimódi sövénykapu nyitott utat. A falubeli telken kevés melléképület volt (csak a kisebb állatok óljai), a házak háta mögött, a falu alatt húzódtak a zöldséges, gyümölcsös kertek, itt tárolták a takarmány egy részét is. Régen a háznál nem volt istálló, csak akol az otthon tartott lábasjószág számára.

### Ház
Ebben az időben a szobának a konyha felőli sarkában állt a kívülről fűthető szemeskályha. A  szoba egyik kicsiny ablaka az utcára, a másik az udvarra nézett; felül le volt padlásolva. A konyha eredetileg egyrészes volt és a tető nádjáig nyitott; az udvari bejárattal szembeeső, belső sarkában alacsony padkán égett a tűz, rajta fazéktartó vasháromláb, fölötte láncon balkáni típusú rézüst lógott. Ide nyílt  a szobai szemeskályha szája is; a füst eloszlott a padlástérben. A szabad tűzhely fölé védelmül ún. cserény szikrafogót (sövényből, deszkából készült, sárral tapasztott lapot) tettek, ezt a 18. század végétől fokozatosan felváltotta az ún. sípkémény, amely megváltoztatta a konyha szerkezetét is: a konyhát a mestergerenda választotta ketté, amely mélyebben feküdt a szobainál, s kétoldalt pillérek tartották: belső része volt az ún. kéményalja, a külső a pitvar. A gerendán és belül a három oldalfalon nyugodott a deszkából vagy vesszőből készült, sárral kitapasztott sípkémény, amely a füstöt a szabadba vezette ki. A szabad tűzhellyel szemközti oldalon állt négy karólábon az ún. vizespad (egyszerű deszka), rajta vizeskorsók, a mestergerenda feletti fazekaspolcon pedig a főzőedények sorakoztak. A konyha elülső része náddal borított vagy deszkázott mennyezetű volt; az ajtó mellett a szűk padlásfeljáróhoz támasztva állt a létra.
Az udvarról a konyhán keresztül közlekedtek, ebből nyílt a hátsó kamra is, egyetlen udvarra nézőablakával. A kamra éléstárul, vagy lakóhelyül szolgált. E régi meglehetősen szűk, sötét és dohos belső helyiségeket ún. istenfával (seprűs rutával)  illatosították.

## Újabb típusú népi építészet
Az ármentesítések után (az 1870-80-as évek) a Sárköz települése teljesen átalakult. A falvak az utak mentén több irányban kiterjeszkedtek, a fő- és mellékutcákat rendezték, megszűnt a zsúfoltság. A központban a módos gazdák laktak, a periférián pedig a szegénység.

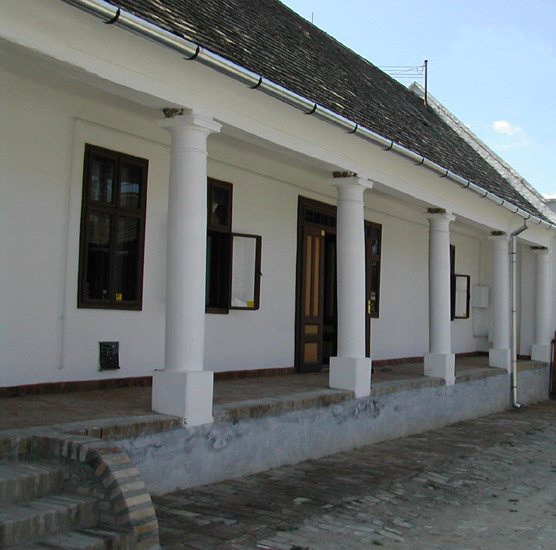
Polgári jellegű parasztház

A falubéli házakat az 1870-es évektől kezdve elsősorban bátaszéki és szekszárdi német kőművesekkel, ácsokkal építtették újjá. A házuk hossztengelyükkel merőlegesen kiértek az utca vonaláig; a telket tégla, vagy kőutánzatos magas kerítés és hatalmas kétszárnyú tölgyfakapu választja el az utcától. Az uradalmi épületekre emlékeztető magas házakon az utcai ablakok felett külön padlásablaksor húzódik. A ház 4-5-6 belső helyiségre oszlik: szobák, konyha, kamra, mosóház, fürdőszoba stb. Ha a telek megengedte, az istálló és az ólak is egy vonalban sorakoztak, egyébként L-alakban megtörték a főépületet, vagy a telek másik részén emeltek melléképületeket: istállót, színt és ólakat. A lakóépülettel szemben kis nyári konyhákat is építettek, itt evett a cselédség, s néha az öregeket is ide szorították. E nagyméretű épületekhez képest az udvart szűkre szabták, ahol a modernebb kerekeskút, és a magas, boglya alakú farakás állt. A ház előtt hatalmas oszlopos gang (folyosó) húzódott végig, némelyiket be is üvegezték.
Az új házak szilárdabb építőanyagból készültek; majdnem minden település mellett volt téglaégető. A téglafalú házakat cseréppel fedték, a szobákat kipadlózták, a mellékhelyiségeket lepadlásolták. Átalakult a konyha  és a szoba is. A bő gabonatermés lehetővé tette a szalmával való fűtést, valóságos „kemenceforradalom” tört ki: a rőzsével fűthető szemeskályhákat átmenetileg kemencékkel cserélték ki. Hamarosan megjelentek azonban a modern tűzhelyek és kályhák is.
Az új házak mérete általában hivalkodó volt, nem mindig szolgált gyakorlati célokat. A díszítés, építőanyag, szerkezet és méret hű tükre volt az építtető vagyoni állapotának; mennél szegényebb volt, annál olcsóbban és egyszerűbb formában építkezett, és fordítva. Az új, polgári jellegű házakban továbbra is csak paraszti módon éltek, a táguló kereteket nem tudták kitölteni. Az uraskodó tornácokon paprikafüzérek csüngtek, az utcai díszszoba lefüggönyözött ablakai mögött pedig a régi ruhatartó rúdon most már sonkák, kolbászok és szalonnák lógtak. A szobákat, tornácot, sőt még a konyhát is kímélték, az élet lehúzódott a ház végére: a mozaikos padlójú konyha helyett a nyári konyhában főztek, a tornác helyett napközben legszívesebben a pincegádorban tartózkodtak. Szinte féltek belépni saját házukba. „Nem rokonszenves – írja Móricz Zsigmond. - Nincs harmónia az életük és a keret között. Ezekhez a bútorokhoz az illik, hogy egy más, magasabb, szabadabb és kulturáltabb életmód folyjon köztük. De itt a bútorok, a márványos mosdók csak üres díszül szolgálnak, soha azon senki nem mosdott. Tömérdek vásári porcellán, amit soha senki semmire nem használt. Az összes szobán érezni, hogy csak mutogatásra való, senki nem élt bennük.” Maguk a sárköziek mondták, hogy a gazda csak akkor került be az utcai tiszta szobába, amikor halottas ágyán kiterítették.”

## Kapcsolódó szócikk
- Sárköz (néprajzi táj)